# 聂耳
聂耳（1912年2月14日—1935年7月17日），原名聂守信，字子义（亦作紫艺），雲南玉溪人，中國音乐家，主要从事包括电影插曲在内的流行音乐、中国民族音乐的创作，電影《風雲兒女》的主題曲，也就是後來中華人民共和國国歌《义勇军进行曲》的作曲者。聶耳也被中國大陸稱為中國新音樂運動的先驅。

## 生平介绍

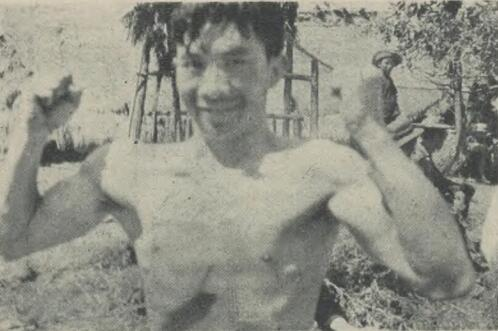
聂耳

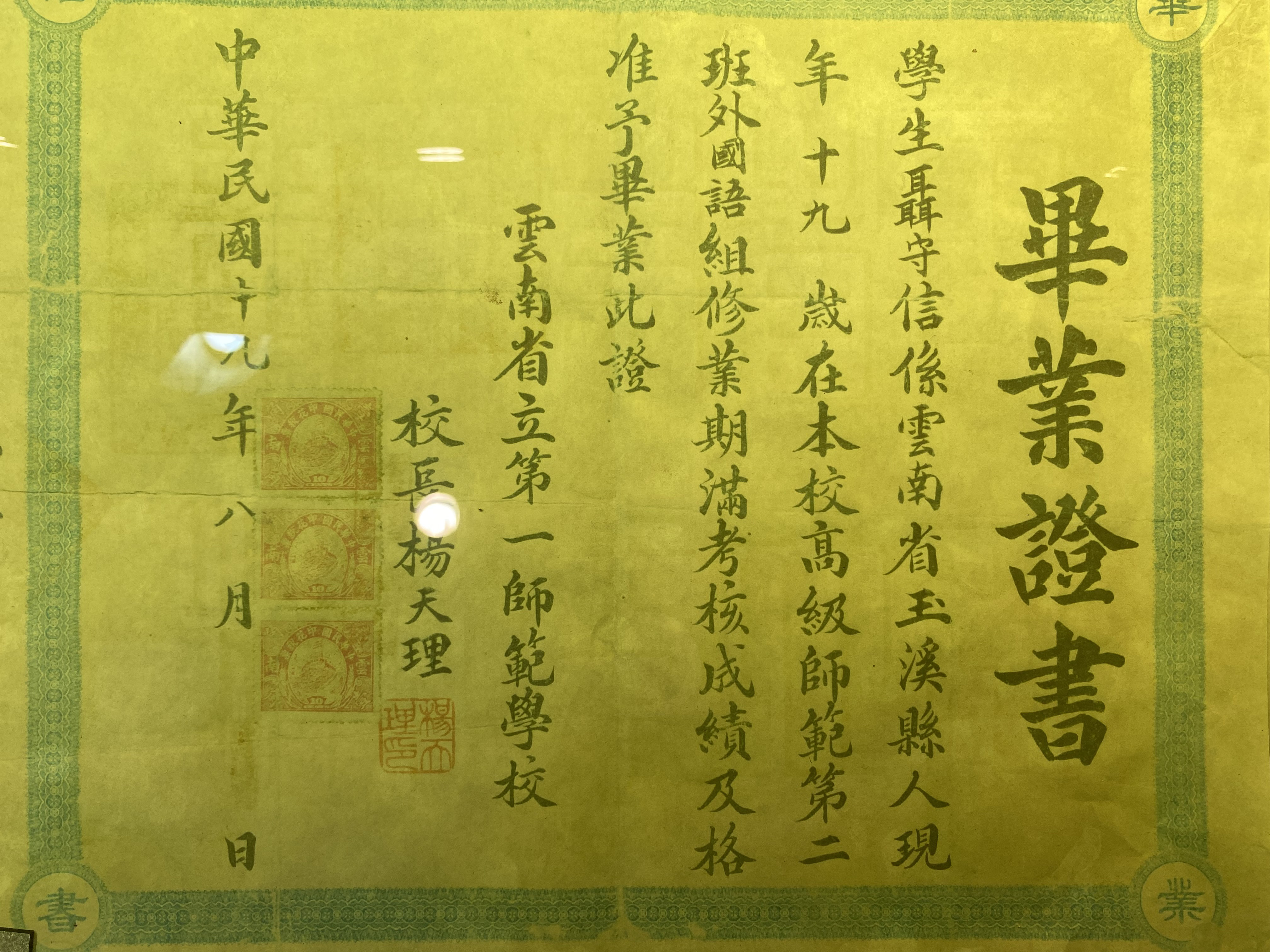
聂耳云南省立第一师范学校毕业证书

聂耳是雲南玉溪人，出生于昆明一個貧苦的中醫家庭。从小喜爱音乐，1918年就读于昆明师范附属小学。利用课余时间，聂耳自学了笛子、二胡、三弦和月琴等乐器，并开始担任学校“儿童乐队”的指挥。1922年，聂耳进入私立求实小学高级部，1925年考取云南省立第一联合中学插班生。
少年的聂耳曾虚心向一位木匠学习吹笛，并尊称木匠是他的第一位吹笛老师，奠定了他的音乐基础。
1927年毕业于云南省立第一联合中学，并进入云南省立第一师范学校。在校期间参与了学生组织“读书会”的活动，并与友人组织“九九音乐社”，经常参加校内外的演出活动。在这期间，聶耳还自学了小提琴和钢琴。
1930年夏天，聂耳从云南省立师范学校毕业，因参加反政府活动而列入“黑名单”，为此离开云南至上海。
1930年7月，初抵上海的聂耳进入昆明云丰商行所设的“云丰申庄”干活，并居住于同春里86号（现公平路185弄）亭子间。

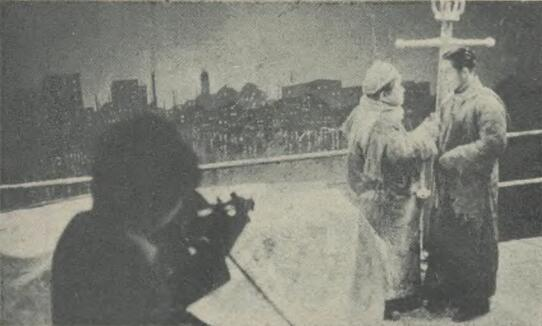
聂耳在弹奏小提琴帮助《除夕》演员表演

1931年春，云丰申庄关门，1931年4月聂耳考入黎锦晖主办的“明月歌舞剧社”，任小提琴手。1932年7月发表《中国歌舞短论》，并因批评黎氏被迫离团。1932年11月进入联华影业公司工作，参加“苏联之友社”音乐小组，并组织“中国新兴音乐研究会”，参加左翼戏剧家联盟音乐组。这一时期，聂耳与电影界的袁牧之、王人美等结识，为他们创作了大量电影音乐，并向王人美的哥哥王人艺学习小提琴。
1933年，聂耳由劇作家田汉介紹加入中国共产党。
1934年4月聂耳加入百代唱片公司主持音乐部工作，同时建立百代国乐队（又名“森森国乐队”）。这也是聂耳最多产的一年。此外他还在这一年年初报考了国立音乐专科学校小提琴专业，但没有被录取。1935年1月聂耳任联华二厂音乐部主任。1935年2月，田汉为电影《風雲兒女》创作的主题歌（即日后的《义勇军进行曲》）歌词从监狱传出。聂耳听说后主动要求谱曲。
1935年4月1日為免被捕，聶耳按照中共的准备離開上海，拟取道日本赴苏联考察学习，对外宣称去日本找三哥“做牛皮生意”。:1404月15日，聂耳在上海汇山码头登上日轮“长崎丸”，4月16日到长崎，17日到神户，18日早抵东京。:140在日本他修改了《風雲兒女》主题歌曲谱的初稿并三次修改歌词，一并寄回中国。聂耳打算在日本停留一年，他计划在这一年中先后进行日语学习、音乐训练、作曲、俄语学习；:142同时，他还对日本的音乐、戏剧、电影进行观摩学习。:143为多观赏日本风光，7月9日，聂耳随新结交的朝鲜朋友李相南到神奈川县藤泽市游览，住在日本友人滨田实弘家中。在那里他们几乎每日去鹄沼海滨游泳。:147-1487月17日，聂耳与滨田实弘、李相南等去海滨游泳，他独自在水深齐胸之处游着，之后友人寻他不见，遂报警；翌日尸体被捞起，据滨田实弘描述，尸体“是普通一般的溺死人样子，不难看，也没有吃着水，仅只从口里流着少许血，头也出少许血，据检验的医生说是窒息死”，当时聂耳年僅23歲。关于聂耳的死因，虽然当时日本法医鉴定为溺死，一般也认为聂耳是在游泳时被巨浪卷去，溺水身亡，但也有被日本特务暗害、突发心脏病溺水猝逝等说法。
聂耳逝世的第二天，其同乡好友张天虚代表云南留日学生，赶到鹄沼海滨收领并火化聂耳遗体，还在之后主编了《聂耳纪念集》。:150当年秋，当年秋，聂耳的骨灰由张天虚和玉溪人郑子平护送回上海。:1501936年，再由其胞兄聂叙伦将骨灰带回昆明，安葬于西山。:150

## 主要作品

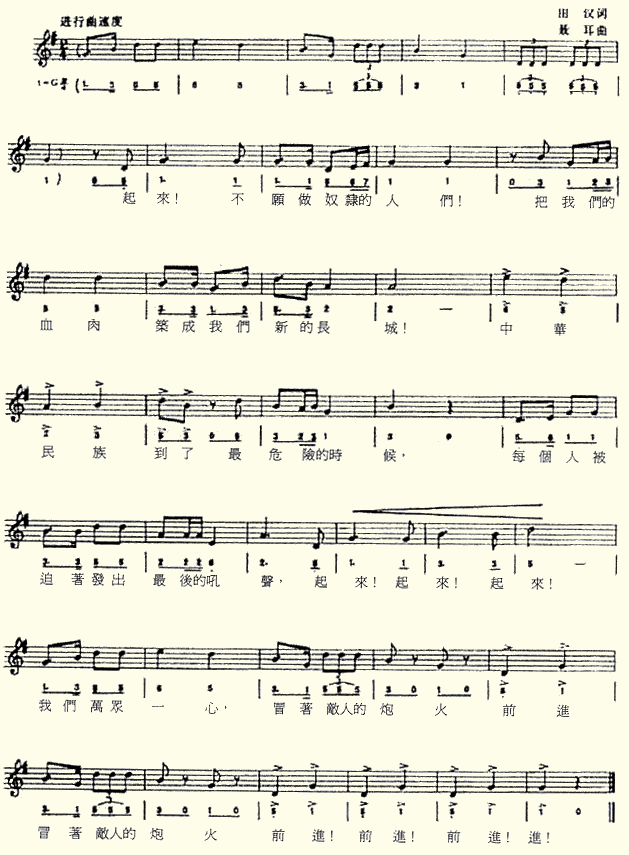
澳門第5/1999號法律附件四的《义勇军进行曲》乐谱

聂耳一生共创作37首乐曲，都是在他去世前不到两年的时间里所写的，其中反映工人阶级生活和斗争的歌曲占有较大比重。聂耳经常与田汉合作。除《义勇军进行曲》外，聂耳的代表作品还有《毕业歌》、《前进歌》、《大路歌》、《开路先锋》、《码头工人歌》、《新女性》、《飞花歌》、《塞外村女》、《铁蹄下的歌女》、《告别南洋》、《梅娘曲》、《卖报歌》、歌剧《扬子江暴风雨》及民族器乐曲《翠湖春晓》、《山国情侣》、《金蛇狂舞》等。

## 纪念

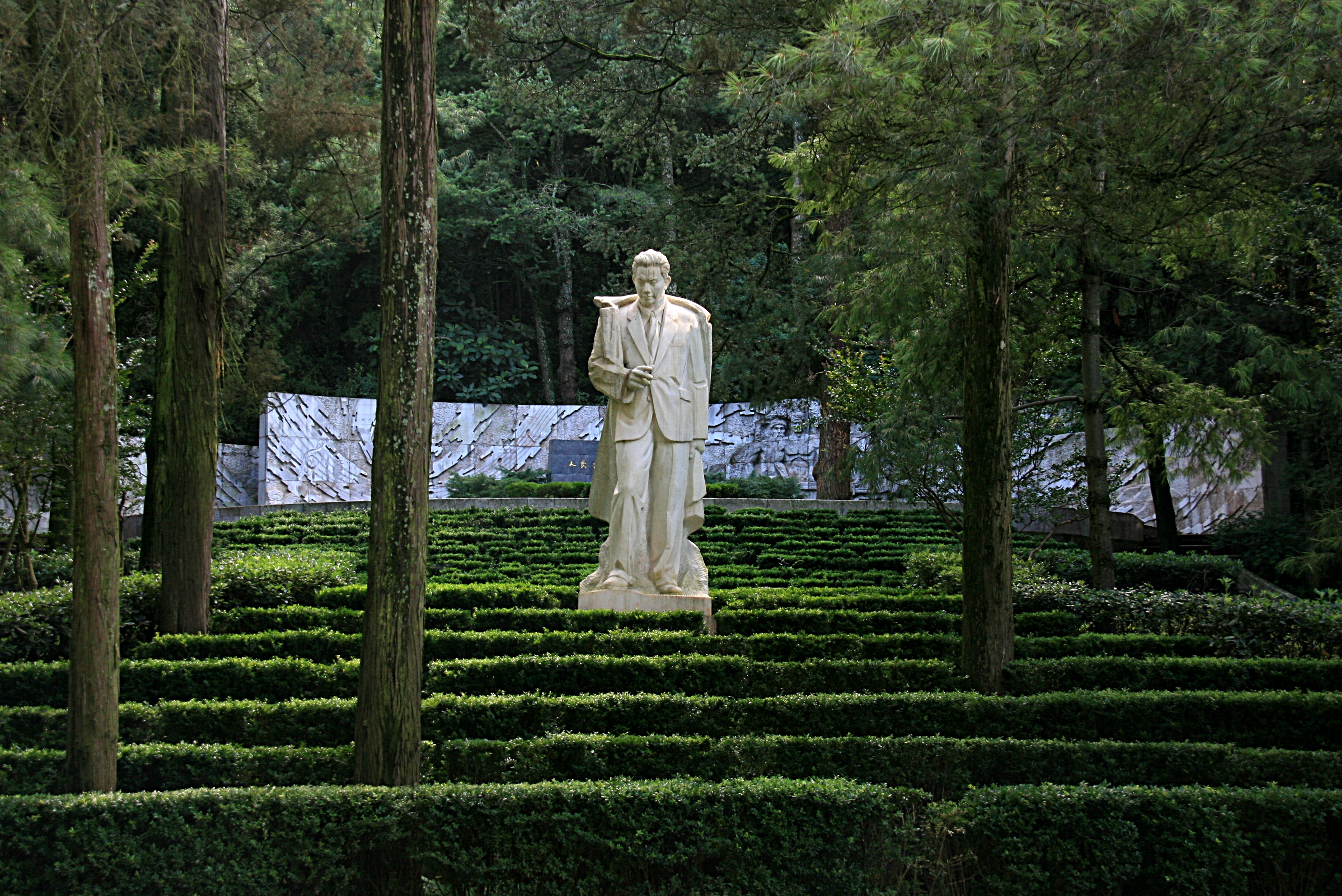
位于云南昆明的聂耳墓

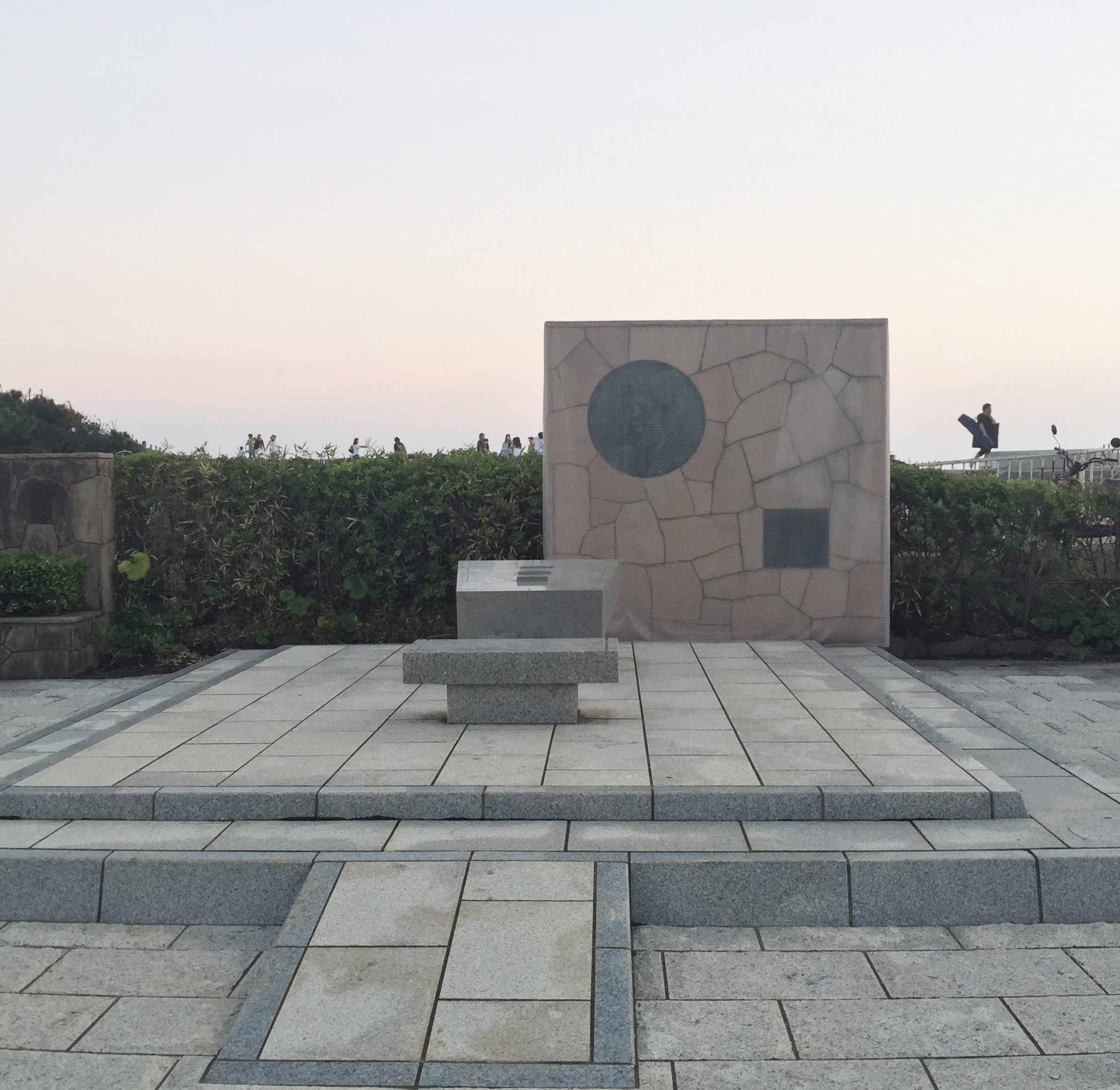
位于鵠沼海岸的聶耳紀念廣場

### 聂耳墓
在聂耳的出生地云南昆明，有一座聂耳墓，位于昆明市西山森林公园，为全国重点文物保护单位。昆明与藤泽两市也于1981年缔结为友好城市。

### 聂耳纪念广场
為了紀念游泳時不幸溺水身亡的聶耳，日本當地的有志之士於1954年筹措修建了聶耳紀念碑，碑文由秋田雨雀撰写。几年後纪念碑遭颱風襲擊損毀。1965年重新修建了紀念碑，并新建了刻有郭沫若所题“聂耳终焉之地”的一块卧碑。1985年聂耳遇难50周年之际，日本當地政府出資整修了纪念碑，并新建了聂耳的浮雕胸像和由當時的藤澤市市長葉山峻題寫碑文的解说碑。解说碑的碑文陳述了聶耳對音樂事業所作的貢獻，表達對其英年早逝的惋惜，最後祝願聶耳生前的微笑能成為中日世代友好的基石。纪念碑和其周边组成了纪念广场。纪念广场位於江之島西北方向两公里处，湘南海岸公园的西端。

### 玉溪聶耳小學
該小學位於雲南省，為中國唯一以聶耳命名的小學。

### 影视形象
- 《国歌》（1999年电影），陈坤饰
- 《国家宝藏第二季》之《聂耳小提琴》，张若昀饰[13]
- 百代红楼实景全息短剧，张晚意饰[14]
- 《故事里的中国第二季》之《国歌》，王源饰[15]